# Molledo
Molledo is een gemeente in de Spaanse provincie Cantabrië in de regio Cantabrië met een oppervlakte van 71 km². Molledo telt 1.589 inwoners (1 januari 2016).

## Demografische ontwikkeling
Bron: INE; 1857-2011: volkstellingen